# Acide trihydroxybenzoïque
L'acide trihydroxybenzoïque est un composé organique aromatique constitué d'un cycle benzénique substitué par un groupe carboxyle (acide benzoïque) et par trois groupes hydroxyle (phénol). L'acide trihydroxybenzoïque existe sous la forme de six isomères, en fonction de la position respective de ces groupes :
| Acide trihydroxybenzoïque |                                 |                                 |                                 |                                 |                                 |                                 |
| Nom                       | acide 2,3,4-trihydroxybenzoïque | acide 2,3,5-trihydroxybenzoïque | acide 2,3,6-trihydroxybenzoïque | acide 2,4,5-trihydroxybenzoïque | acide 2,4,6-trihydroxybenzoïque | acide 3,4,5-trihydroxybenzoïque |
| Autre nom                 | acide pyrogallolcarboxylique    |                                 |                                 |                                 | acide phloroglucinique          | acide gallique                  |
| Représentation            | 2,3,4-Trihydroxybenzoic acid    | 2,3,5-Trihydroxybenzoic acid    | 2,3,6-Trihydroxybenzoic acid    | 2,4,5-Trihydroxybenzoic acid    | 2,4,6-Trihydroxybenzoic acid    | Gallic acid                     |
| Numéro CAS                | 610-02-6                        | 33580-60-8                      | 16534-78-4                      | 610-90-2                        | 83-30-7                         | 149-91-7                        |
| PubChem                   | 11874                           | 134974                          | 134719                          | 69129                           | 66520                           | 370                             |
| Formule brute             | C7H6O5                          | C7H6O5                          | C7H6O5                          | C7H6O5                          | C7H6O5                          | C7H6O5                          |
| Masse molaire             | 170,12 g·mol−1                  | 170,12 g·mol−1                  | 170,12 g·mol−1                  | 170,12 g·mol−1                  | 170,12 g·mol−1                  | 170,12 g·mol−1                  |
| État                      | solide                          | solide                          | solide                          | solide                          | solide                          | solide                          |
| Point de fusion           | ~205 °C                         |                                 |                                 |                                 | 205 °C                          | 251 °C                          |
| pKA                       |                                 |                                 |                                 |                                 | 1,68                            | 3,13                            |
| SGH                       | Attention                       |                                 |                                 |                                 | Attention                       | Attention                       |
| Phrase H et P             | H315, H319 et H335              |                                 |                                 |                                 | H315, H319 et H335              | H315, H319 et H335              |
| Phrase H et P             | P261 et P305+P351+P338          |                                 |                                 |                                 | P261 et P305+P351+P338          | P261 et P305+P351+P338          |